# Roepera fruticulosa
Roepera fruticulosa är en pockenholtsväxtart som först beskrevs av Dc., och fick sitt nu gällande namn av Adrien Henri Laurent de Jussieu. Roepera fruticulosa ingår i släktet Roepera och familjen pockenholtsväxter. Inga underarter finns listade i Catalogue of Life.